# Beurre doux
 (décembre 2024).
Si vous disposez d'ouvrages ou d'articles de référence ou si vous connaissez des sites web de qualité traitant du thème abordé ici, merci de compléter l'article en donnant les références utiles à sa vérifiabilité et en les liant à la section « Notes et références ».
Le beurre doux est l’une des trois variétés de beurre les plus consommées, avec le beurre salé et le beurre demi-sel. Il est à la fois utilisé en cuisine et consommé en tartines, seul ou accommodé d’autres éléments. Le beurre doux est connu par le biais de la Normandie. Très peu utilisé en Bretagne, il a créé depuis quelques siècles des divergences entre Bretons et Normands[citation nécessaire]. Il est simplement appelé « beurre » dans la plupart des régions de France où sa consommation est majoritaire. 

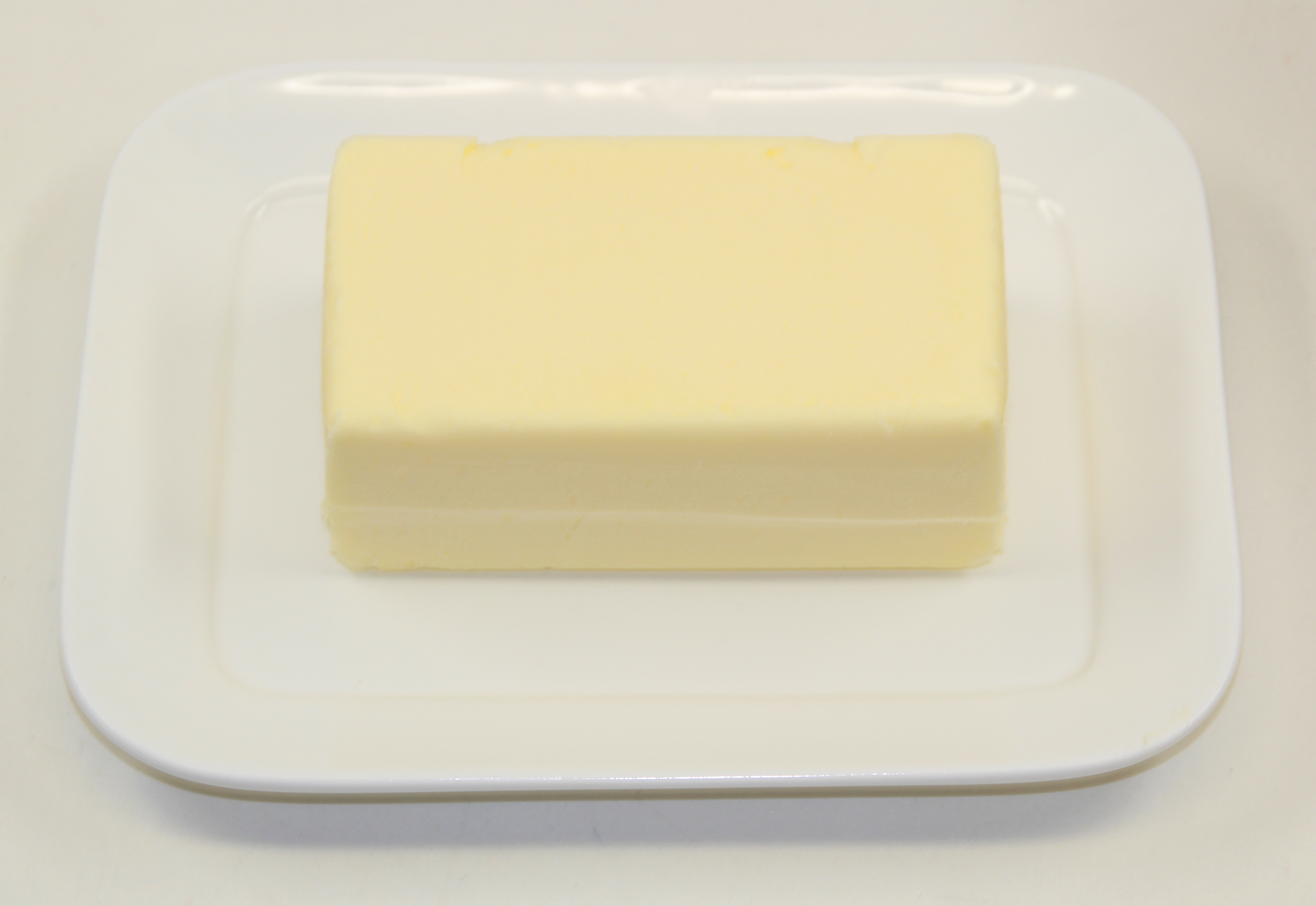
Beurre d'Isigny.
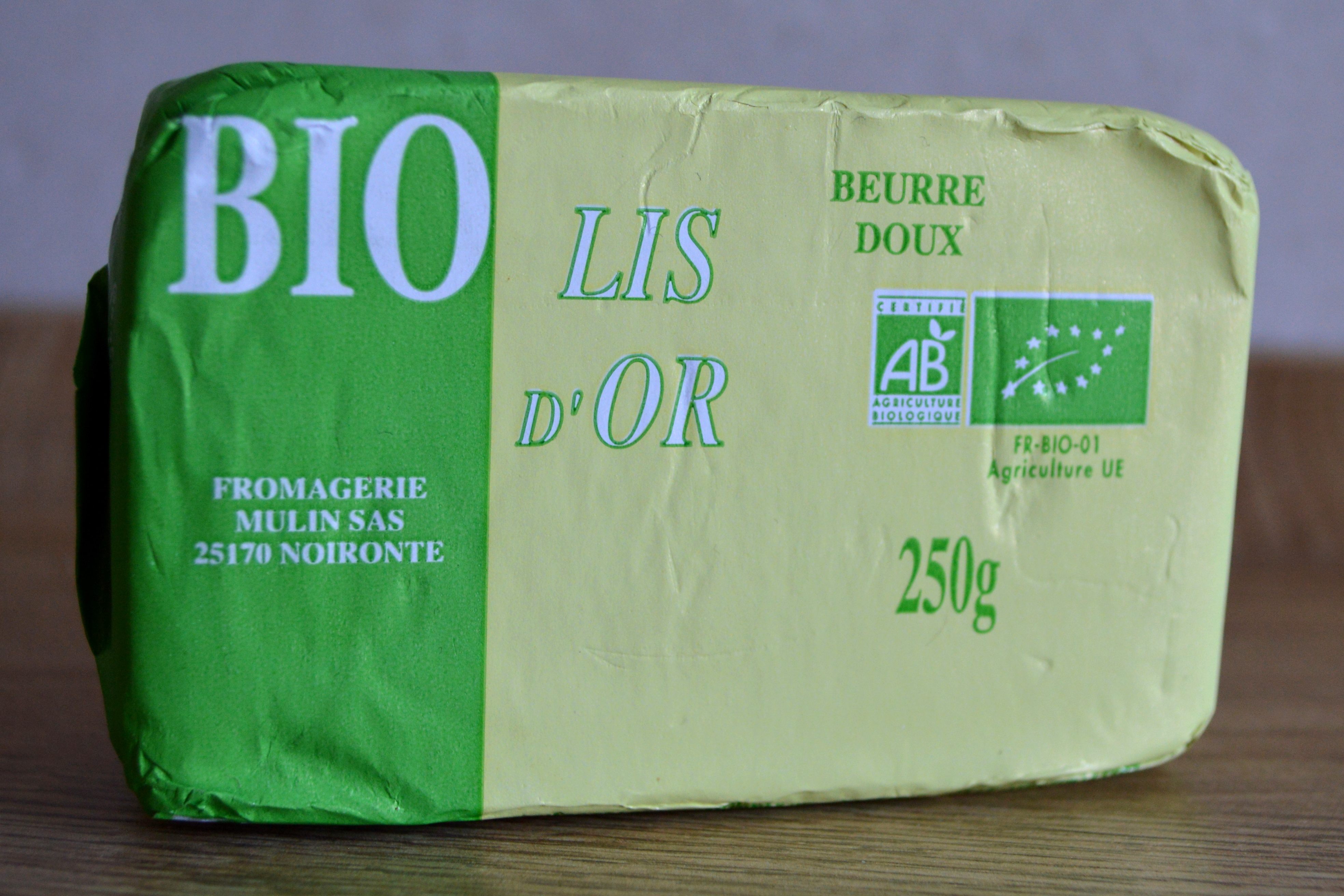
Beurre Lis d'Or de Noironte.